# Diplophyllum apiculatum
Diplophyllum apiculatum là một loài rêu tản trong họ Scapaniaceae. Loài này được (A. Evans) Stephani miêu tả khoa học lần đầu tiên năm 1910.